# Ronzo-Chienis
Ronzo-Chienis – miejscowość i gmina we Włoszech, w regionie Trydent-Górna Adyga, w prowincji Trydent.
Według danych na rok 2004 gminę zamieszkiwało 1010 osób, 77,7 os./km².